# Балиньо, Карлос
Ка́рлос Бали́ньо Ло́пес (исп. Carlos Baliño López, 13 февраля 1848 — 18 июня 1926) — кубинский революционер, участник антиколониальной борьбы 1868—1898 годов, соратник Хосе Марти, один из первых пропагандистов марксизма на Кубе. Совместно с Хосе Марти был одним из основателей Кубинской революционной партии, а совместно с Хулио Антонио Мельей и Хосе Мигелем Пересом Пересом — исторической Коммунистической партии Кубы.